# أمالفي

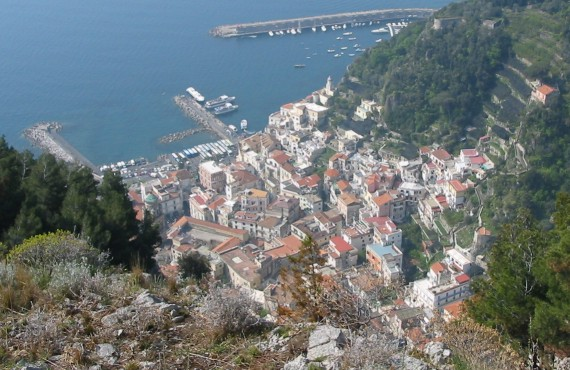
ملف

ملف أو أمالفي بلدية في مقاطعة ساليرنو من إقليم كامبانيا في إيطاليا وتقع على خليج ساليرنو حوالي 35 كم جنوب شرق مدينة نابولي. تقع عند مصب وادي عميق عند سفح مونتي سيريتو (1315 متر، 4314 قدم) وتحيط بها المنحدرات المثيرة والمناظر الطبيعية الساحلية. كانت مدينة ملف عاصمة جمهورية ملف البحرية التي كانت قوة تجارية هامة في منطقة البحر الأبيض المتوسط بين عامي 839 و 1200.

## السكان
في سنة 1861 بلغ عدد السكان 6٬952 نسمة، وتطور العدد ليصل في سنة 2011 لـ 5٬163 نسمة.
يظهر هذا المخطط البياني تطور النمو السكاني لـ أمالفي

## توأمة
لملف اتفاقيات توأمة مع:
- نيو هيفن [6]

## صور من ملف

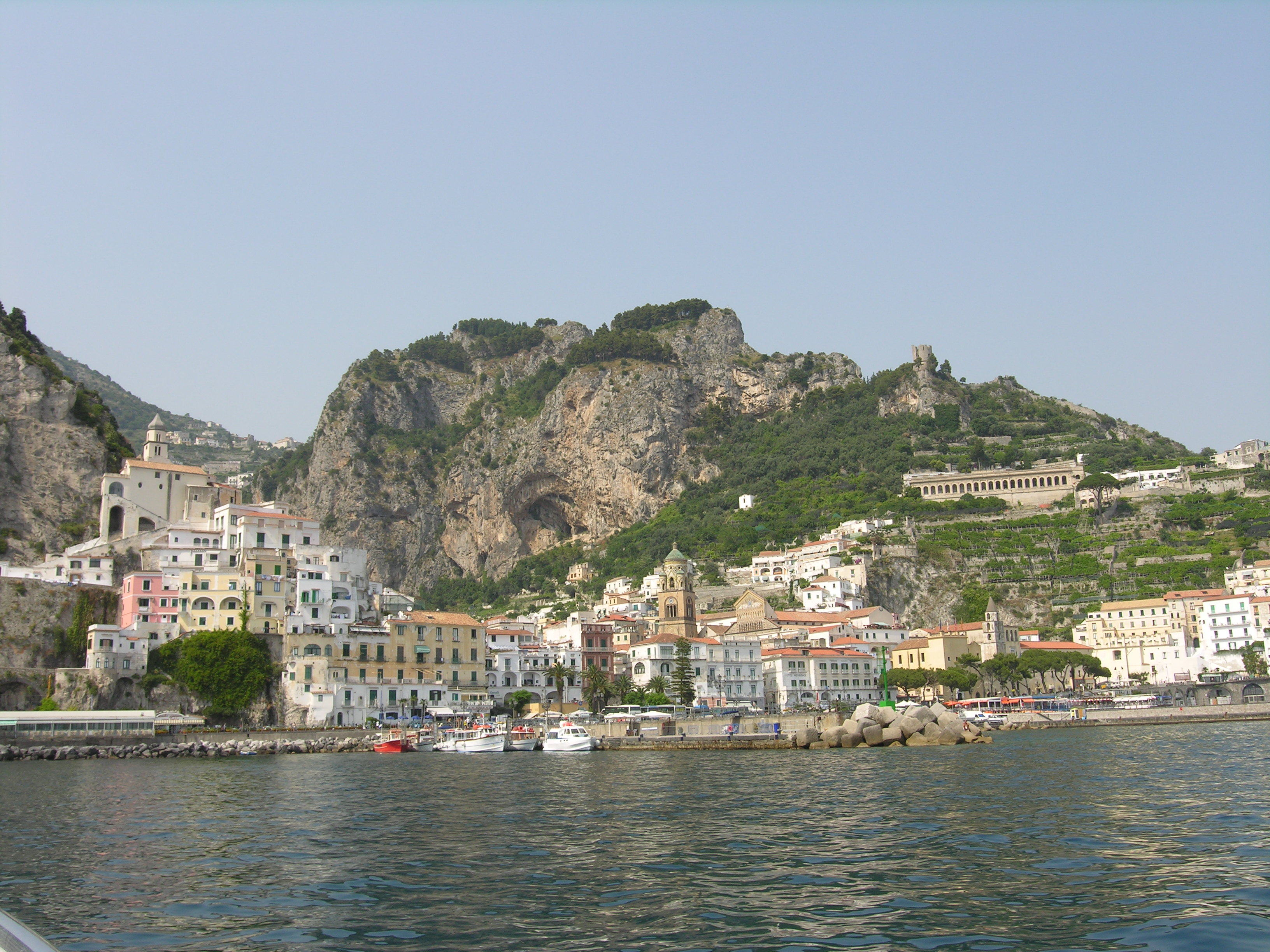
أمالفي من البحر
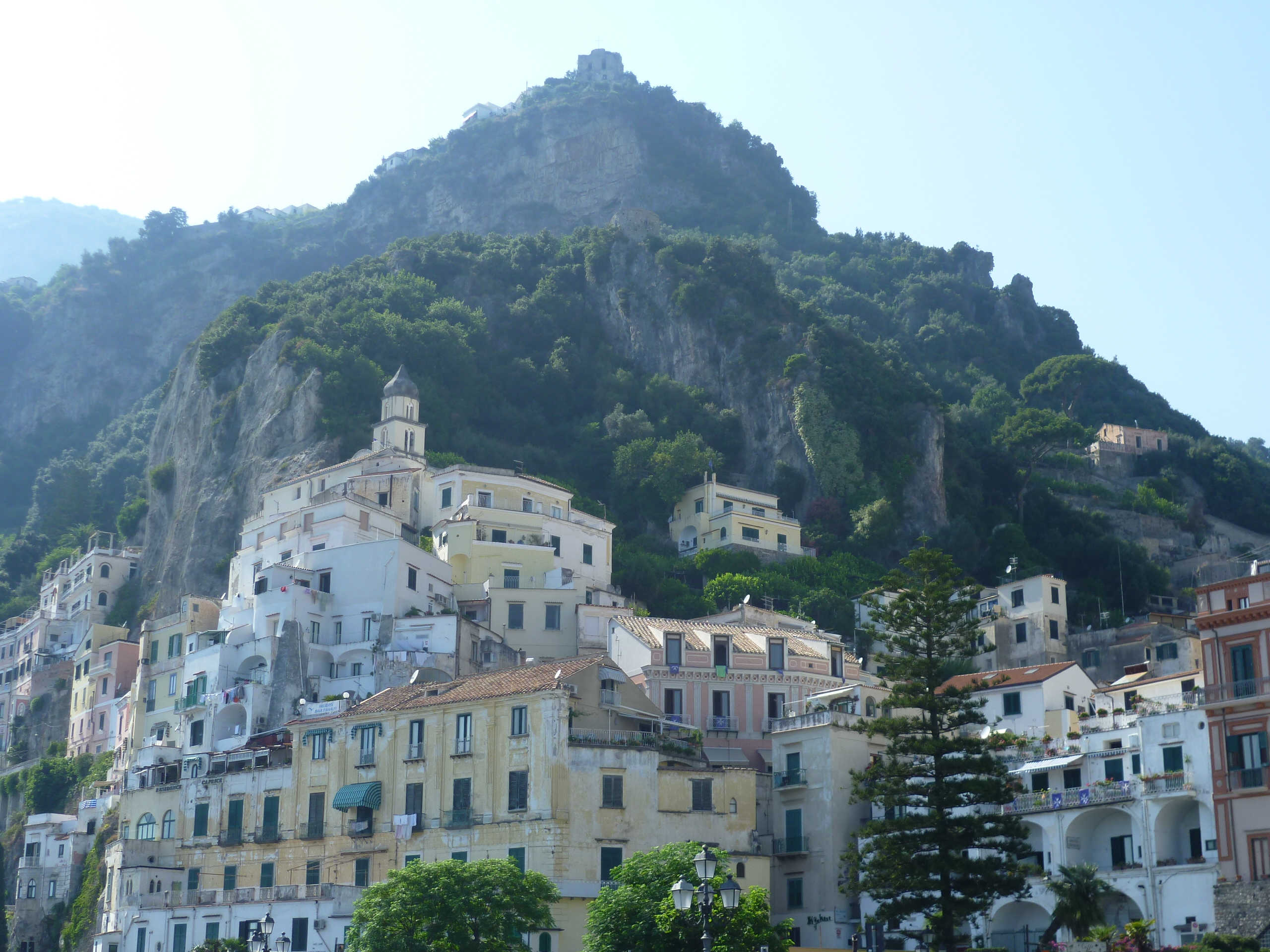
منظر من أمالفي
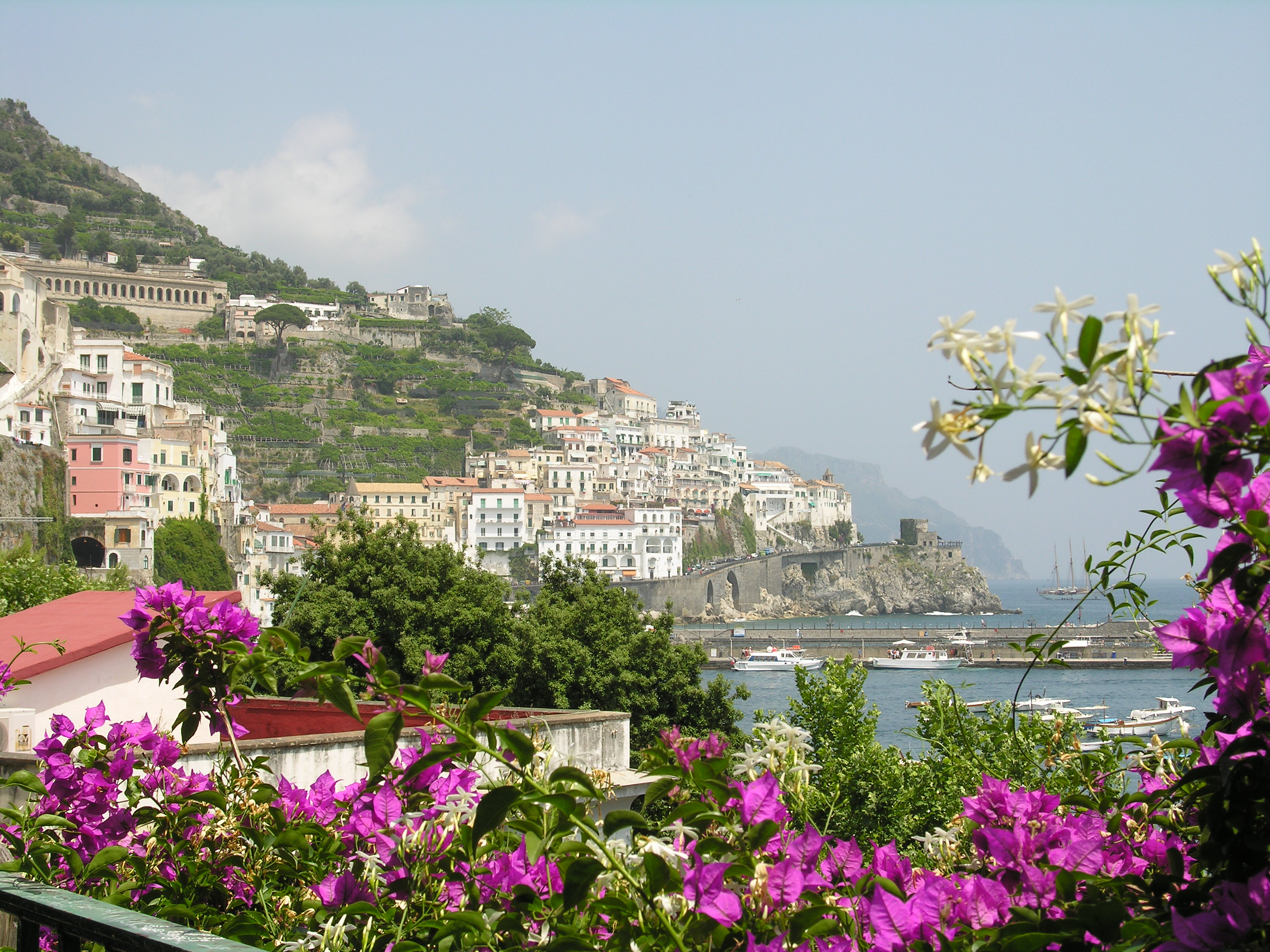
منظر من أمالفي
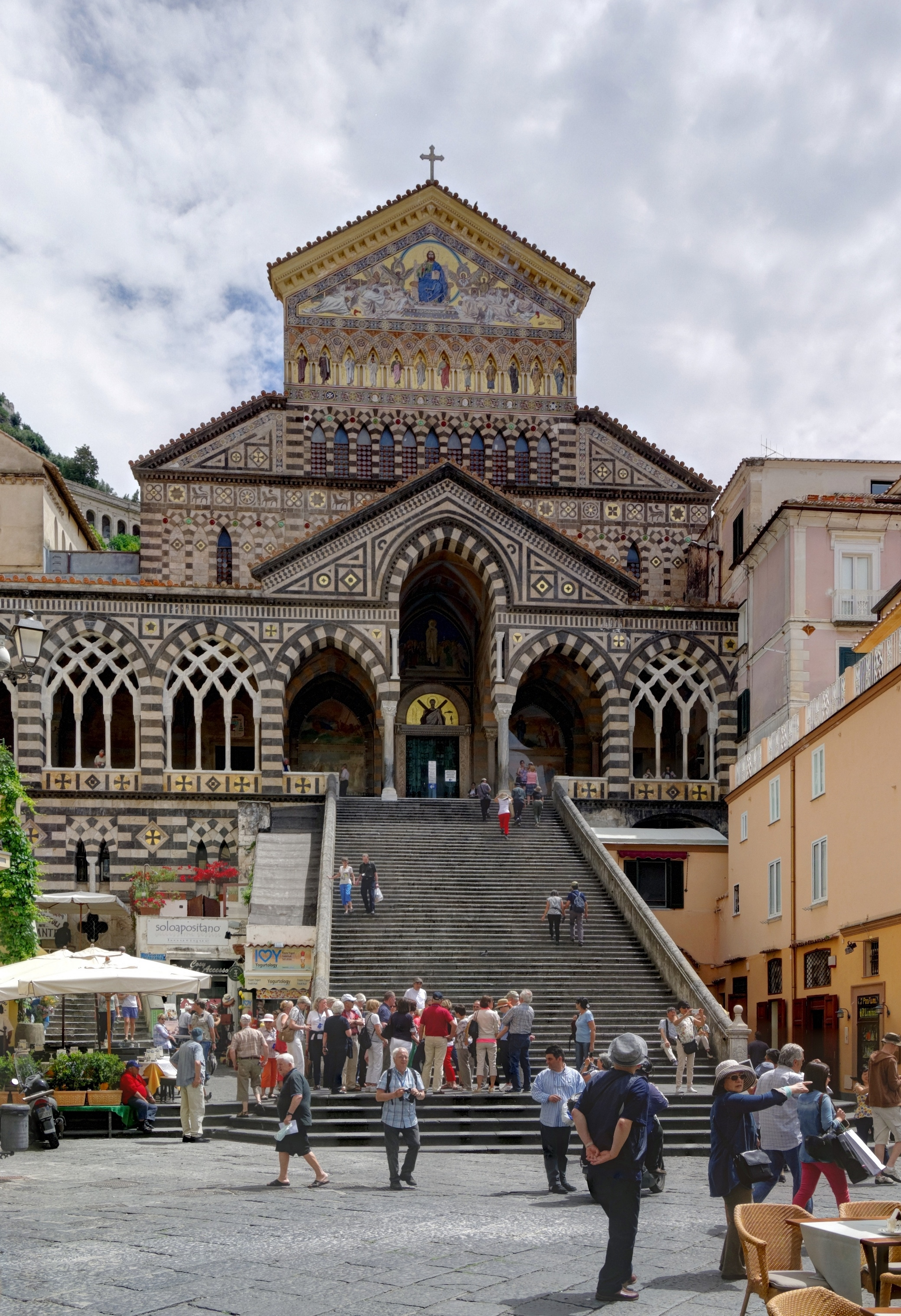
كتدرائية أمالفي.
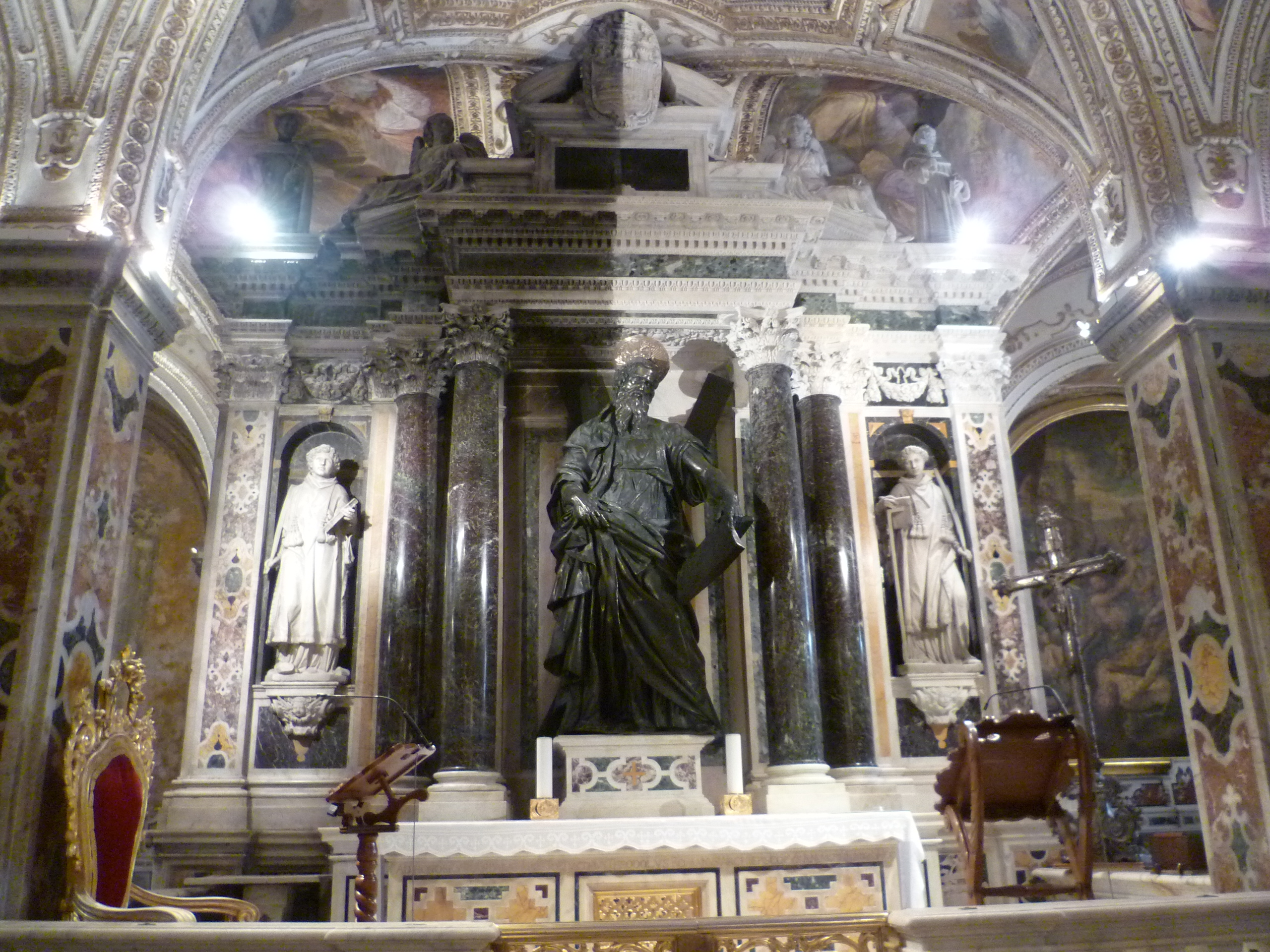
سان أندرو
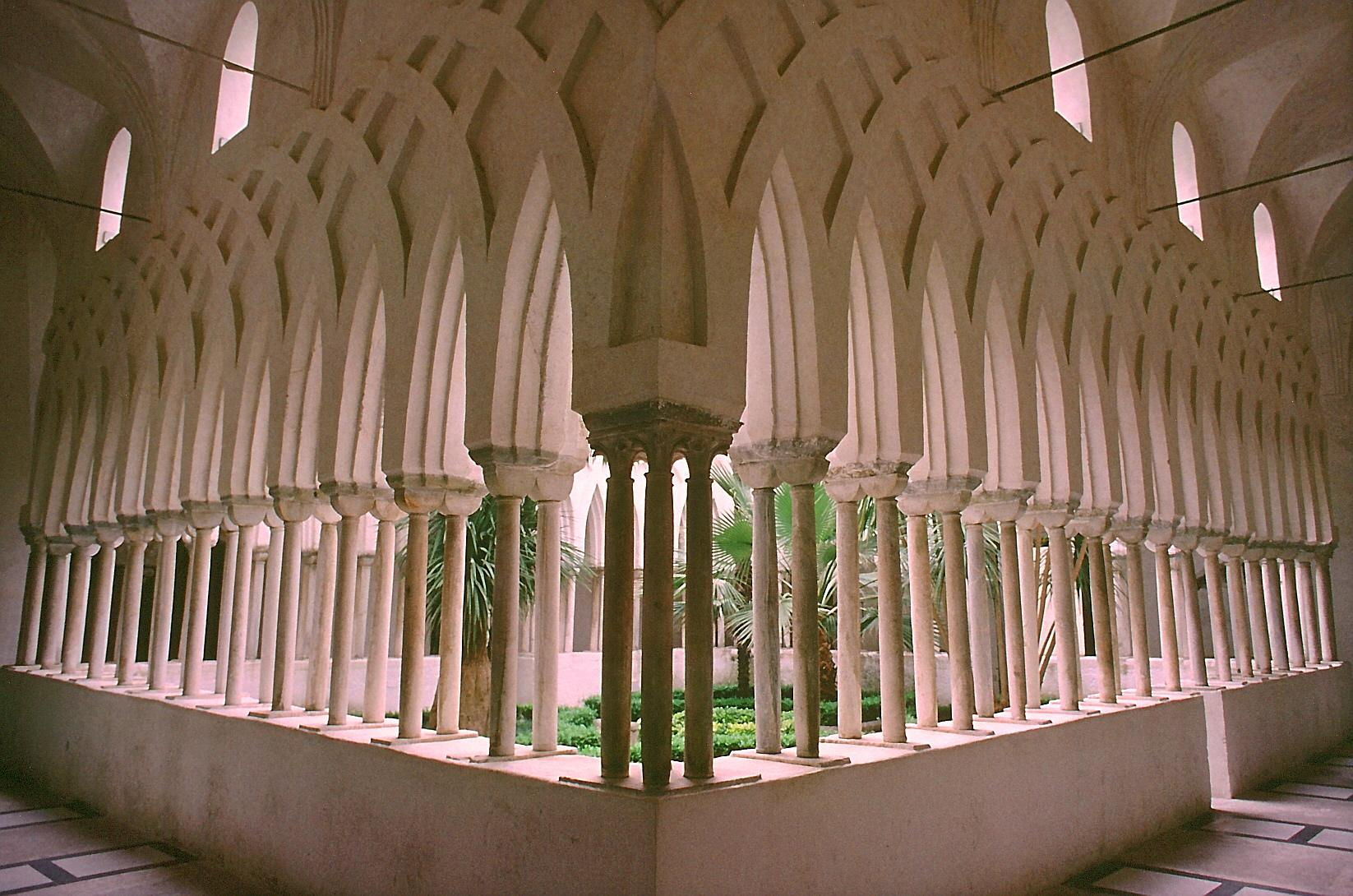
Chiostro del Paradiso

## السياحة
مع نمو السياحة خلال النصف الثانيس من القرن العشرين تحسنت الحالة الاقتصادية لمدينة ملف، التي يزورها مئات الألاف من السياح سنويا وعلى الأخص في فصل الصيف. وقد زاد فيها عدد الفنادق ومنتزهات الترفيه .

## أعلام
- إيزابيلا كاميرا دافليتو